# Eingebettete Analysen
| QS-Informatik | Dieser Artikel wurde wegen inhaltlicher Mängel auf der Qualitätssicherungsseite der Redaktion Informatik eingetragen. Dies geschieht, um die Qualität der Artikel aus dem Themengebiet Informatik auf ein akzeptables Niveau zu bringen. Hilf mit, die inhaltlichen Mängel dieses Artikels zu beseitigen, und beteilige dich an der Diskussion! (+) |

Eingebettete Analysen hilft Unternehmen, Analysefunktionen in ihre eigenen Software-as-a-Service-Dienstleistungen, Anwendungen, Portale oder Websites zu integrieren. Dies unterscheidet sich von eingebetteter Software und Webanalytik (auch allgemein als Produktanalytik bekannt).
Diese Integration bietet in der Regel kontextbezogene Einblicke, die schnell, einfach und bequem zugänglich sind, da diese Erkenntnisse auf der Webseite direkt neben den anderen operativen Teilen der Hostanwendung vorhanden sein sollten. Einblicke werden durch interaktive Datenvisualisierungen, wie Diagramme, Filter, Messgeräte, Karten und Tabellen, oft kombiniert vorkommend, als in das System eingebettete Dashboards realisiert. Dieses Setup ermöglicht eine einfachere und detaillierte Datenanalyse, ohne dass zwischen mehreren Anwendungen gewechselt und sich angemeldet werden muss. Eingebettete Analysen werden auch als kundenorientierte Analysen bezeichnet.
Bei der eingebetteten Analyse handelt es sich um die Integration von Analysefunktionen in eine hostbasierte, typischerweise browserbasierte Business-to-Business-Software as a Service-Anwendung. Diese Analysefunktionen sind in der Regel relevant und kontextbezogen für den Anwendungsfall der Hostanwendung.
Der Anwendungsfall ist am häufigsten vom Business-to-Business-Typ, da Unternehmen in der Regel anspruchsvollere analytische Erwartungen und Bedürfnisse haben als Verbraucher. Hier könnte sich das Wort „Business“ in „Business-to-Business-Software as a Service“ jedoch auch auf organisatorische, betriebliche Anwendungsfälle beziehen, die letztendlich den Verbrauchern zugutekommen (z. B. im Gesundheitswesen), z. B.: Kliniken und Krankenhäuser, Pflege- und Justizvollzugsanstalten, Bildungseinrichtungen (on-/offline), Regierungsbehörden, Kommunen, Museen, gemeinnützige Organisationen, Aufseher und Regulierungsbehörden unter anderem.
Auch Business-to-Business-to-Consumer-Anwendungsfälle könnten möglich sein, beispielsweise eine Vermögensverwaltung-Software als Serviceanwendung für Vermögensverwaltungsorganisationen, bei der ein Benutzer als Berater für Verbraucher fungieren könnte.

## Geschichte
Der Begriff „Embedded Analytics“ wurde erstmals von Howard Dresner verwendet: Berater, Autor, ehemaliger Gartner-Analyst und Erfinder des Begriffs „Business Intelligence“, sagte Howard Dresner, als er für Hyperion Solutions arbeitete, ein Unternehmen, das Oracle 2007 gekauft hat. Oracle begann dann den Begriff „eingebettete Analyse“ in dessen Pressemitteilung zu Oracle Rapid Planning aus dem Jahr 2009 zu verwenden.

## Überlegungen zu eingebetteten Analysen
Bei der Bewertung der Einbettungsanalyse wird normalerweise die Integration auf verschiedenen Ebenen berücksichtigt. Dazu gehören wahrscheinlich: Sicherheitsintegration, Dataintegration, Anwendungslogikintegration, Geschäftsregeliintegration und Benutzererfahrungsintegration.
Dies steht im Gegensatz zur herkömmlichen Business Intelligence, bei der von Benutzern erwartet wird, dass sie ihre Workflow-Anwendungen verlassen, um Dateneinblicke in einem separaten Satz von Tools zu betrachten. Diese Unmittelbarkeit macht eingebettete Analysen viel intuitiver und wird von den Benutzern wahrscheinlich geschätzt. Ein Bericht von Nucleus Research vom Dezember 2016 ergab, dass die Verwendung von BI-Tools, die das Umschalten zwischen Anwendungen erfordern, bis zu 1–2 Stunden der Zeit eines Mitarbeiters pro Woche in Anspruch nehmen kann, während eingebettete Analysen das Umschalten zwischen Apps überflüssig machen.
Es gibt eine Reihe von Optionen für die Einbettung von Analysen. Einerseits entscheiden sich Entwickler zu Beginn, beispielsweise bei der Entwicklung eines Software-as-a-Service-Minimum-Viable-Produkts, häufig für eine Visualisierungsbibliothek, da davon ausgegangen wird, dass dies der flexibelste Weg ist, um einzigartige und differenzierte Analyseerlebnisse zu erarbeiten. Am anderen Ende des Spektrums stehen Business-Intelligence-Tools. Diese bringen für Entwickler zwar gewisse Einbußen bei der Flexibilität mit sich, machen dies aber durch die Reife und Ausgereiftheit von Produkten wett, die für Datenwissenschaftler und -analysten optimiert sind.
Mit eingebetteter Analyse suchen Entwickler und Produktmanager nach einem Kompromiss zwischen diesen beiden Extremen von Flexibilität und Benutzerkompetenz: Flexibilität, die ausreicht, damit Produktteams innovativ sein und sich differenzieren können, und ausreichende Komplexität, um erweiterte Analysefunktionen bereitzustellen, ohne dass jedoch der Benutzer ein Datenwissenschaftler sein oder unbedingt über analytische Hintergrunderfahrung oder Ausbildung verfügen muss. Das Ziel wäre eine intuitive, kontextbezogene Analyse, die als regulärer Webinhalt konsumiert, in betriebliche Benutzererfahrungen und Arbeitsabläufe eingebettet wird und ohne dass spezielle Kenntnisse oder Schulungen erforderlich sind.

## Anwendungsfälle für eingebettete Analysen
Die Anwendungsfälle für eingebettete Analysen sind so vielfältig wie die vertikalen (branchenspezifisch) oder horizontalen (funktions-, prozess- oder rollenspezifisch – branchenübergreifend) Hostanwendungen, in die sie eingebettet sind. Einige Beispiele sind:

### Beispiele für vertikale Anwendungsfälle
Automobil, Reservierung/Vermietung und Händler, Bildung, energy Energiemanagement, Fintech (Bankwesen, Vermögensverwaltung, Vermögensverwaltung), Krankenhausmanagement und Gesundheitswesen (Kliniken, Pflegeheime und im Außendienst), Lernmanagement, property & Immobilien- und Facility-Management, Einzelhandel, Personalbesetzung, Lieferkettenmanagement, Transport- und Flottenmanagement, Unified Communications.

### Beispiele für horizontale Anwendungsfälle
Werbung und Multichannel-Marketing, Kundenbeziehungsmanagement, Unternehmensressourcenplanung, Personalwesen, Humankapitalmanagement, Gehaltsabrechnung und Sozialleistungen, Informationstechnologie-Servicemanagement, Beschaffung und Einkauf-topPay

## Analytik vs. Analyse
Eine weit verbreitete Auffassung ist, dass es bei der Analyse hauptsächlich oder ausschließlich um Analyse geht. Ein zentraler Wert der Analyse ist die Fähigkeit zur Analyse. Das Potenzial der Analyse kann jedoch erheblich darüber hinausgehen, sobald sie in die Prozesse einer Host-Software-as-a-Service-Anwendung eingebettet ist.
Bei der Betrachtung von Benutzerprofilen wird der Unterschied deutlicher:
- Bei der Analyse wird vom Benutzer erwartet, dass er geschult, erfahren oder zumindest mit den Prinzipien der Analyse vertraut ist und möglicherweise Berufsbezeichnungen wie Analyst, Datenanalyst oder Datenwissenschaftler hat. Diese Person würde beispielsweise die Diagrammauswahl verstehen, d. h. anhand eines bestimmten Datensatzes, welcher Diagrammtyp bzw. welche Diagrammtypen am besten veranschaulichen würden, was aus den Daten gelernt werden kann. Diese Person verfügt wahrscheinlich über ein gutes Verständnis von Datenstrukturen, kann Abfragen schreiben, ist möglicherweise mit Datenmodellierung vertraut und verfügt wahrscheinlich über ein ausgeprägtes statistisches Wissen.
- Bei eingebetteter Analyse wird vom Benutzer erwartet, dass er geschult, erfahren oder zumindest mit Geschäftsprozessen vertraut ist und möglicherweise über keine formalen oder sonstigen datenwissenschaftlichen Fähigkeiten verfügt. Diese Person ist mehr an Ergebnissen interessiert, die durch Analysen erzielt werden können, als an der Untersuchung von Inkonsistenzen oder Anomalien, die in den Daten gefunden werden können.

Bei eingebetteten Analysen ist ein Software-as-a-Service-Benutzer wahrscheinlich weniger daran interessiert, viel Zeit mit der Analyse zu verbringen. Der Zweck besteht darin, analytische Inhalte als Teil eines Geschäftsprozesses einzubetten, um Ergebnisse zu erzielen, möglicherweise in großem Maßstab. Für diese Persona könnte eine analytische Reise mit einem Dashboard beginnen, das dabei hilft, eine Anomalie hervorzuheben, die vorrangige Aufmerksamkeit erfordert. Durch Klicken auf diese Anomalie wird der Benutzer zum Verständnis der Grundursache geführt, die den Handlungsbedarf auslöst. Sobald eine Grundursache untersucht wurde, kann die eingebettete Analyse den Benutzer in den Teil der Hostanwendung versetzen, in dem er handeln kann, möglicherweise in großem Umfang. Anstatt also eine Sache neu zu planen, neu anzuordnen oder neu zuzuweisen, können die eingebetteten Analysen Geschäftsregeln anwenden und Parameter an die Hostanwendung übergeben, um diese 100 oder 1.000 Mal statt nur einmal auszuführen, wobei jede Aktion individuell angepasst werden kann.

## Arten eingebetteter Analyseprodukte
Wenn Sie über die Integration von Analytics in Ihre Lösung nachdenken, können Sie aus verschiedenen Kategorien von Softwareprodukten wählen. Diese Optionen können grob in drei Hauptgruppen eingeteilt werden:
1. Embedded analytics for SaaS software: Diese Kategorie wurde speziell für Software-as-a-Service-Anwendungen entwickelt und bietet spezielle eingebettete Analyselösungen. Sie eignen sich ideal zur Verbesserung der Analysefunktionen von Software-as-a-Service-Plattformen und ermöglichen datengesteuerte Erkenntnisse und Funktionen, die auf Software-as-a-Service-Umgebungen zugeschnitten sind. Wie GoodData, icCube, Logi Analytics, Looker (company), Sisense.
2. Business intelligence software: Wenn Ihr Ziel darin besteht, bereits vorhandene, umfassende Business-Intelligence-Software in Ihre Lösung zu integrieren, können Sie sich für diese Kategorie entscheiden. Es ermöglicht die nahtlose Integration allgemeiner BI-Tools für Datenanalyse und Berichterstellung.
3. JavaScript-Grafikbibliothek: Wenn Sie Analyselösungen lieber von Grund auf erstellen möchten, bietet die Verwendung von JavaScript-Grafikbibliotheken die Flexibilität, benutzerdefinierte Analysekomponenten zu erstellen, die auf Ihre spezifischen Anforderungen zugeschnitten sind.